# Parque nacional de Leivonmäki

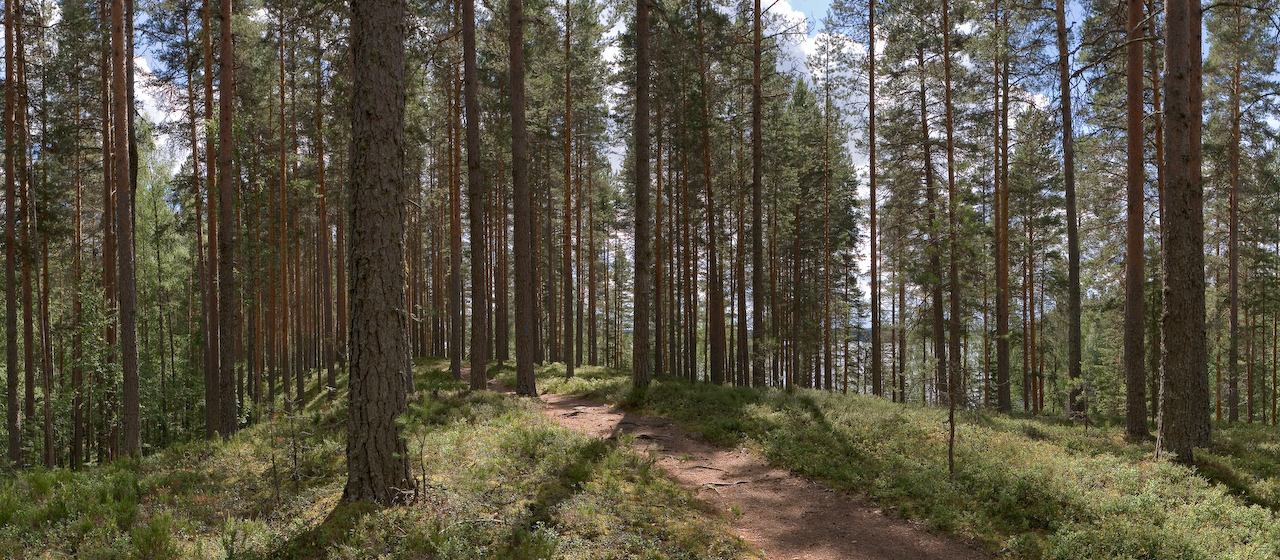
Bosques de pinos en el Parque nacional de Leivonmäki

El Parque nacional de Leivonmäki (en finés: Leivonmäen kansallispuisto) se encuentra en la región de Finlandia Central. Se estableció en 2003 con una extensión de 29 kilómetros cuadrados.

## Características
En el parque se encuentran los elementos más típicos de la Finlandia central, eskeres (crestas formadas por arena y grava bajo un glaciar que han quedado al descubierto), lagos, turberas y bosques. La parte más agreste se encuentra en el norte, en Syysniemi, y los pinos más viejos en Hietajärvenkangas, en torno a Selänpohja, y en Joutsniemi. 
Las condiciones en los eskeres varían según la dirección y la inclinación de las vertientes. La mayor parte de los bosques de Leivonmäki son pinares abiertos. En el extremo norte, en Syysniemi, hay píceas y las turberas son más pequeñas. En los agujeros hechos en los árboles viejos por los picos carpinteros viven ardillas voladoras siberianas.
El lago Rutajärvi (11 km2) divide el parque en dos zonas. En las orillas hay equisetos y carrizos, y en las riberas se pueden encontrar turberas, pantanos, rocas y eskeres, con alguna playa rocosa en el norte.
El lago Rutajärvi y el lago Päijänne están conectados por el río Rutajoki, que tiene rápidos, pues el segundo lago está 45 m por debajo del primero. Esto favorece la presencia de truchas.

## Fauna y flora
En cuanto se funde la nieve, se puede escuchar el canto de las grullas en la turbera de Haapasuo. Entre las aves que llegan en primavera, figuran el chorlito dorado común, el andarríos bastardo y el aguilucho pálido. Durante las noches de verano, se escucha en sonido continuo, como de una rueca, de los chotacabras.
En torno al lago Rutajärvi anidan el colimbo ártico, el cisne cantor, el andarríos chico, el somormujo lavanco y el somormujo cuellirrojo. En lagos más pequeños se encuentra el porrón osculado.
En los meses de verano, la turbera de Haapasuo se llena de vida. El nivel del agua determina la vegetación, dominada por los Sphagnum y la ciperácea Eriophorum vaginatum, con matorrales como el arándano azul, las ericáceas Chamaedaphne calyculata y Vaccinium oxycoccos, el abedul enano, la zarzamora de los pantanos y el arándano silvestre.